# Рандгрен, Тодд
Тодд Рандгрен (англ. Todd Rundgren, 22 июня 1948, Аппер-Дэрби, Пенсильвания, США) — американский композитор, певец, автор песен и музыкальный продюсер.

## Первое творчество
Первые шаги на музыкальном поприще Рандгрен делал в составе блюзовой группы «Woody’s Truck Stop», вместе с товарищами он давал концерты в клубах Филадельфии, играя музыку блюзового ансамбля Пола Баттерфилда. Подобные выступления продолжались совсем недолго, вскоре молодому амбициозному музыканту захотелось попробовать себя в других жанрах, в частности в поп-роке, поэтому в 1967 году он покинул первоначальный коллектив и основал свою собственную гаражную группу под названием Nazz. Из наиболее известных песен можно назвать «Open my eyes» и «Hello it’s me» (позднее Рандгрен переписал песню «Hello it’s me» в ускоренном темпе, и некоторое время она входила в десятку главного американского музыкального хит-парада). В течение трёх лет группа записала и выпустила три альбома: «Nazz» (1968), «Nazz Nazz» (1969), и «Nazz III» (1970).

## Сольная карьера

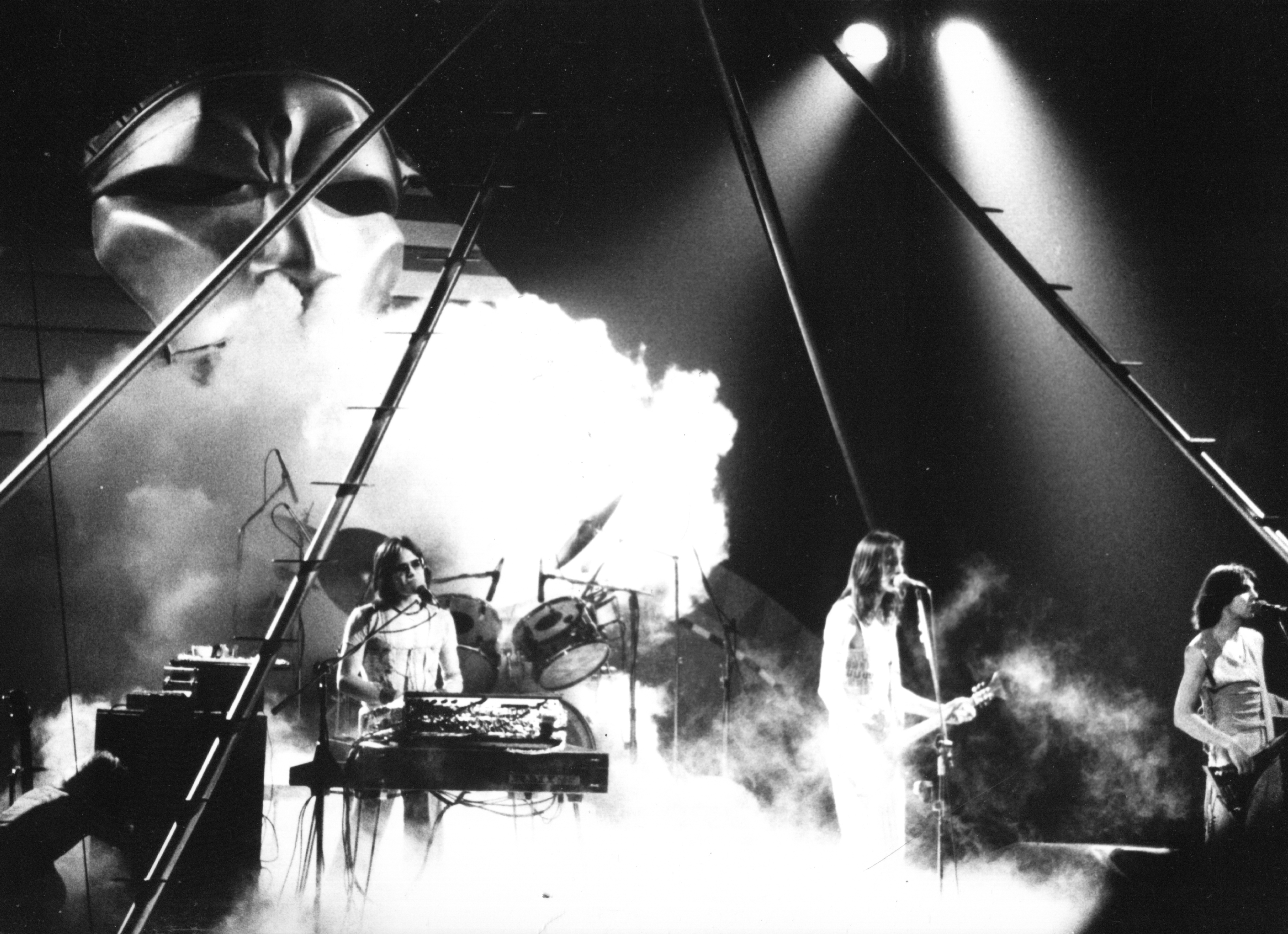
Атланта, 1977 год

Покинув Nazz, в 1969 году Рандгрен некоторое время занимался мелкой подработкой, в основном принимал участие в написании песен и аранжировке композиций для других групп. В 1970 он создал проект под названием «Runt», небольшую группу, куда, кроме него, вошли два человека — Хант Сэйлз, игравший на барабанах, и его брат басист Тони Сэйлз. Сам же Рандгрен в новоявленном коллективе делал всё, что только мог: пел, писал песни, продюсировал, играл на гитаре, на клавишных и на всех прочих инструментах. «Runt» — это даже не группа, это скорее один мультиинструменталист с двумя помощниками (название «Runt» — это, с одной стороны, прозвище Рандгрена, а с другой — комбинация букв из имен и фамилий троих участников группы). В 1970 году вышел их первый альбом с одноимённым названием «Runt», после чего в группу вошёл четвёртый участник, Норман Смарт. В 1971 году был издан второй альбом «Runt: The Ballad of Todd Rundgren». Хант Сэйлз принял участие в записи только двух песен, но его брат Тони и Смарт участвовали в записи большинства песен альбома. Оба альбома были оформлены таким образом, что на обложках было написано только имя Рандгрена, и изображалась только его фотография. Но, что бы это ни было, группа или один человек, в 1970 году песня «We gotta get you a woman» в США попала в Top 40, ещё две песни вошли в сотню лучших.
В 1972 году «Runt» прекратил своё существование, новый альбом «Something/Anything?» уже точно можно считать работой сольного музыканта Тодда Рандгрена. На сей раз он сам писал и тексты, и музыку, сам пел, сам продюсировал все четыре стороны двойного альбома. Его музыкальный стиль в то время (в дальнейшем его назовут словом «пауэр-поп») сочетал в себе ритмы соула и поп-рока 60-х. Звучание можно сравнить с творчеством таких музыкантов как The Beatles, The Beach Boys и Фил Спектор, а также со стилем Лоры Ниро и Кэрол Кинг. Рандгрен тяготел и к другим жанрам, в частности он попробовал поиграть хард-рок и некоторые стили экспериментальной музыки. Из «Something/Anything?» две песни попали в Top 40: «I saw the light» (новая песня, а не кавер на классику Хэнка Уильямса) и «Hello it’s me» (перезаписанная версия хита группы Nazz).
Тодд Рандгрен никогда не отклонялся от популярных течений своего времени, в середине 70-х он резко переключился на входящий в моду прогрессивный рок. Переломным моментом в его творчестве можно назвать сведение очередного альбома под названием «A wizard, a true star», который стал ярким представителем вышеуказанного жанра. Затем вышли альбомы «Todd» (1974) и «Initiation» (1975), исполненные всё в том же жанре. Тематика его песен затрагивает космические темы, духовную сущность человечества, чувствуется влияние восточной философии. Звучание приобретает элементы психоделического рока, некоторые песни можно отнести к стилю джаз-фьюжн, прослеживается некоторая схожесть с Фрэнком Заппой. Во время живых выступлений его песни сильно преображались, сливаясь в один непрерывный поток звука. На концертах Рандгрен часто использовал ярко оформленную психоделическую гитару, на которой до этого играл Эрик Клэптон. Впоследствии Рандгрен продал эту гитару с аукциона, и на сегодняшний день у него имеется только её копия.

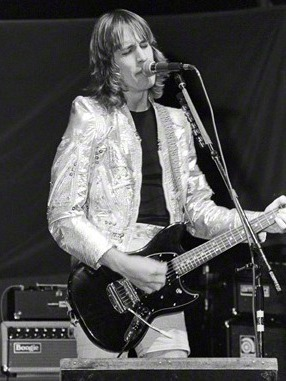
Рандгрен в 1978 году

В 1976 году выходит альбом «Faithful», стилистически возвращающийся к первоначальному поп-року. Одна сторона пластинки содержала новые оригинальные песни, а на второй были записаны кавер-версии хитов 1966 года: «Good vibrations», «Yardbirds» и «Happening ten years time ago» (этот сингл в своё время принёс Nuzz'у известность). В это же время Рандгрен продюсирует альбом Мит Лоуфа Bat Out of Hell, ставший одним из самых продаваемых и влиятельных альбомов мира.
Затем последовал диск «Hermit of mink hollow», на котором можно выделить главный хит «Can we still be friends» (по прошествии многих лет песня будет включена в саундтрек фильмов «Тупой и ещё тупее», «Ванильное небо»). Результатом долгой работы становится альбом «Healing» (1981), затем попавший в море нью-вейва «The ever popular tortured artist effect» (1982) с главным хитом-новеллой «Bang the drum all day». В 1985 году выходит альбом «A cappella» с уклоном в сторону электронной музыки, в записи широко были использованы многоголосые программные семплы. В 1986 году Рандгрен записал музыкальное сопровождение для четырёх эпизодов популярного детского телевизионного шоу «Pee Wee's Playhouse».
Чуть позднее вышли два концертных альбома: «Nearly human» (1989) и «2nd wind» (1991). Они были сведены студийно, но записывались в театре перед небольшой аудиторией, которой было велено вести себя тихо. Альбом «2nd wind» содержал несколько отрывков из мюзикла Рандгрена «Up against it» (оригинальное название «Prick up your ears»), написанного по сценарию британского драматурга Джо Ортона. Предполагалось, что мюзикл будет исполнен группой The Beatles, но до реализации проект так и не был доведён. С командой, принимавшей участие в записи концертных дисков, Рандгрен отправился в большой тур по стране. Его сопровождал духовой оркестр и трио бэк-вокалисток (на одной из которых, Мишель Грэй, он впоследствии женился). Одно время тур проходил совместно с группой Ринго Старра.
В двух своих следующих альбомах Рандгрен называется псевдонимом TR-i (расшифровывается «Тодд Рандгрен — интерактив»). В первом из них, вышедшем в 1993 году «No world order», была задействована интерактивная технология компании Philips под названием CD-i. Весь диск состоял из множества различной длины звуковых дорожек, которые слушатели могли комбинировать по своему усмотрению. Также на нём содержались миксы, сведённые как самим Рандгреном, так и другими музыкантами (Боб Клеармонтэйн, Дон Уас и Джерри Харрисон), которым при прослушивании можно было задавать тэмп, настроение и многие другие характеристики. Диск издавался как обычный аудиодиск с ремиксами, выходил для платформ ПК и Macintosh. Само по себе звучание сильно отличалось от ранних работ Рандгрена, композиции были составлены в жанрах танцевальной музыки и техно, в некоторых песнях присутствовали элементы рэпа. Второй интерактивный альбом, «The individualist» (1995), помимо обычных звуковых дорожек содержал ещё и небольшую простенькую игру, в которую можно было играть под эти самые звуковые дорожки. По отношению к первому второй альбом получился более рок-ориентированным.
В 1997 году Рандгрен отказался от прошлого псевдонима и выпустил альбом «With a twist» под своим собственным именем. Диск представлял собой собрание старого материала, исполненного в стиле босса-нова. В 2000 году вышел семнадцатый альбом Тодда Рандгрена «One long year», который, как можно понять из названия, сводился на протяжении целого года. В 2004 году на свет появился «Liars», концептуальный альбом, затрагивающий тему «недостаточности правды» в современном обществе. Стилистически он представлял собой смесь старых и новых тенденций рока.
В начале 2008 года Рандгрен создал свою страницу на сайте Myspace, а в сентябре выпустил новый рок-альбом «Arena».

## Дискография

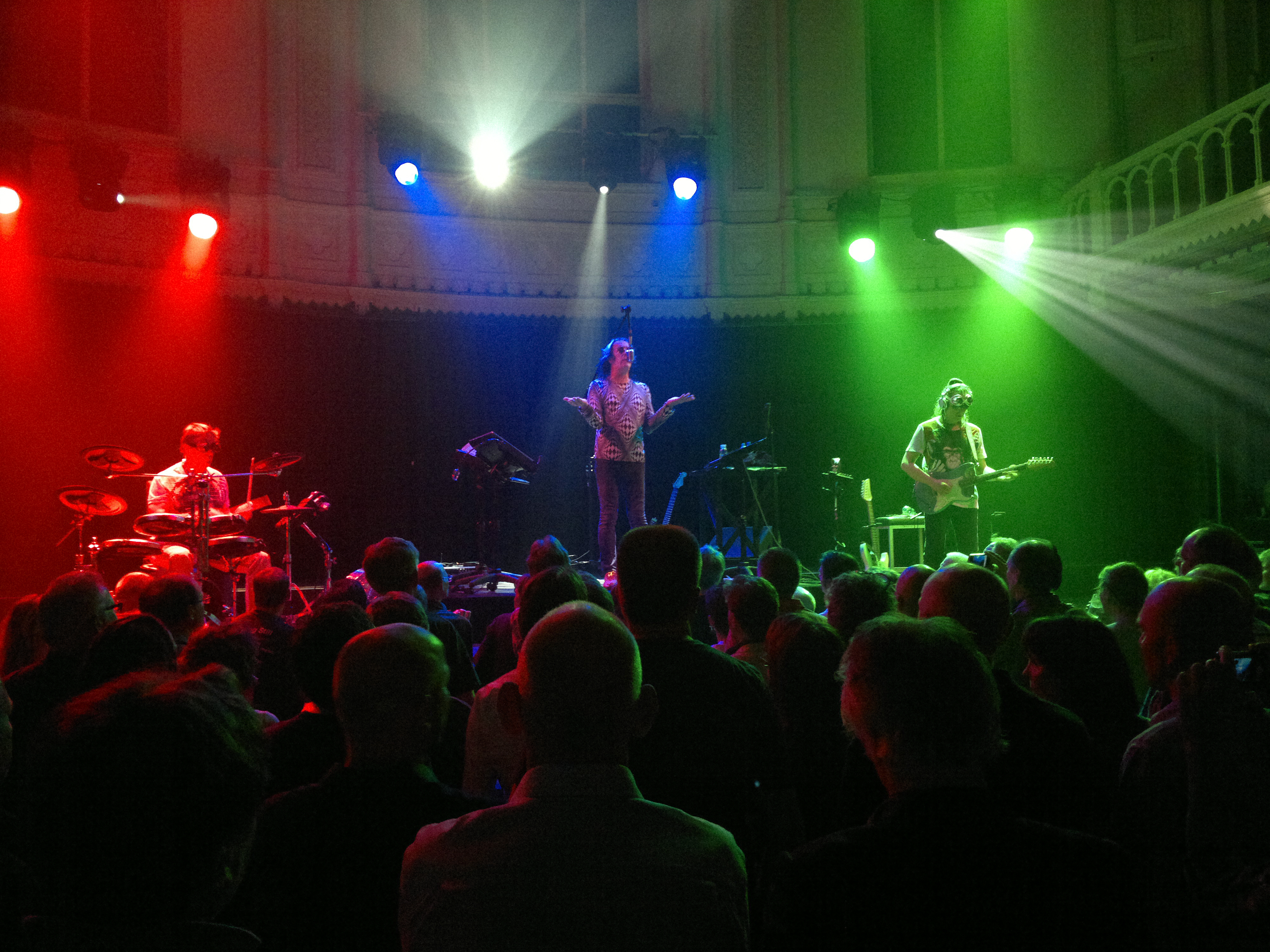
2013 год

### Альбомы
- Runt (1970)
- Runt. The Ballad of Todd Rundgren (1971)
- Something/Anything? (1972)
- A Wizard, a True Star (1973)
- Todd (1974)
- Initiation (1975)
- Faithful (1976)
- Hermit of Mink Hollow (1978)
- Healing (1981)
- The Ever Popular Tortured Artist Effect (1982)
- A Cappella (1985)
- Nearly Human (1989)
- 2nd Wind (1991)
- No World Order (1993)
- The Individualist (1995)
- Up Against It (1997)
- With a Twist… (1997)
- One Long Year (2000)
- Liars (2004)
- Arena (2008)
- Todd Rundgren’s Short Johnson (2011)
- (re)Production (2011)
- State (2013)